# Stadio Sant’Elia
Stadio Sant'Elia – nieczynny stadion piłkarski znajdujący się w mieście Cagliari we Włoszech.
Swoje mecze rozgrywała na nim zespół Cagliari Calcio. Jego pojemność wynosiła 16 000.
Działał do 1 czerwca 2017.